# カレドニア (カクテル)
カレドニア(Caledonia)はリキュールベースのカクテル。
クレーム・ド・カカオ（褐色のもの）、ブランデー、牛乳かクリーム、卵黄、氷をシェイクし、シナモン・パウダーを振りかける。ビターズを加えるレシピも見られる。ロックグラスを用いる。